# Jean-Xavier de Lestrade
Pour les articles homonymes, voir Lestrade.
Jean-Xavier de Lestrade, né le 1er juillet 1963 à Mirande (Gers), est un réalisateur français.
Auteur de nombreux films documentaires, il a remporté un Oscar du meilleur film documentaire en 2002 pour Un coupable idéal. Il a aussi réalisé un long métrage de fiction sorti en 2008 et des fictions pour la télévision. Il préside la Société civile des auteurs multimédia de 2011 à 2013 puis la Société des auteurs et compositeurs dramatiques à partir de 2020.

## Biographie
Après des études de droit et de journalisme au Centre de formation des journalistes (promotion 1987), sous l'égide et avec le soutien financier d'Yves Riquet, Jean-Xavier de Lestrade cofonde en 1987 l'agence de presse Tribulations avec son frère jumeau Thierry Vincent de Lestrade, Jean Yves Cauchard et Philippe Molins, documentariste. Il y réalise des magazines d’information et des documentaires pour la télévision.
Jean-Xavier de Lestrade devient réalisateur indépendant en 1990. Il concentre alors son travail sur les sujets qui le passionnent : la société et ses tabous. La violence sexuelle, la folie, la mort, l’exclusion, les dérapages de la mécanique judiciaire deviennent les thèmes centraux de ses films qui seront souvent faits en collaboration avec Thierry Vincent de Lestrade.
En 1993, il réalise le film documentaire Viols et Châtiments, qui raconte la dérive de trois agresseurs sexuels. La crudité du témoignage de ces hommes qui dévoile sans détour la violence intérieure qui les poussait au crime fait que le film ne sera jamais diffusé. En 1994 et 1995, il tourne deux films sur les rapports de l’inceste et la justice, La Cavale des innocents et L’Inceste face à la justice, qui seront remarqués dans plusieurs festivals.
À cette époque, Jean-Xavier de Lestrade rencontre Denis Poncet qui produira tous ses films suivants. Il réalise un film sur la mort, La Vie jusqu’au bout, qui aborde de front le mystère de la fin de vie.
Un an plus tard, en 1998, Jean-Xavier de Lestrade réalise Une Australie blanche et pure consacré au premier génocide du XXe siècle, dont furent victimes les Aborigènes d'Australie. Ce film, qui a obtenu le FIPA d'or, montre comment un État démocratique a délibérément planifié la disparition du peuple et de la culture aborigène.
Après Des enfants pleins d’espoir et D’un amour à l’autre, Jean-Xavier de Lestrade crée en 1999, avec Denis Poncet, la société Maha Productions.
Il réalise en 2000 La Justice des hommes, un film sur le génocide des Tutsis au Rwanda où 800 000 hommes, femmes, enfants furent assassinés en moins de trois mois, pour la plupart à coups de pierres et de machettes. Le film, qui obtiendra le prix Albert-Londres, suit une jeune avocate qui part cinq semaines défendre ceux qui ont commis ce crime.
Il poursuit, comme un prolongement de cette réflexion sur la justice, avec Un coupable idéal qui nécessita 18 mois de travail. Le film, qui raconte l’histoire d’un adolescent noir accusé à tort du meurtre d’une touriste en Floride, connaît un succès estimable. Diffusé dans plus de 30 pays, il reçoit un Oscar en mars 2002, est ensuite diffusé sur France 2 et France 5, avant de sortir en salle.
Jean-Xavier de Lestrade décide alors de tourner un autre film centré sur un fait divers qui devait être au départ conçu comme un long métrage de 1 h 50 et qui, trois ans plus tard, se transforme en une série de huit épisodes, titré The Staircase (Soupçons) qui, aux États-Unis, est récompensé par le IDA Award, le DuPont Columbia Award et le Peabody Award.
En 2009, il réalise Parcours meurtrier d’une mère ordinaire ou La Fille du silence pour France 3, un documentaire-fiction où s’entremêlent interviews, archives et scènes du procès reconstituées du procès de Véronique Courjault.
Jean-Xavier de Lestrade a également réalisé un long métrage de fiction, Sur ta joue ennemie (2008), qu’il a coécrit avec Gilles Taurand, interprété par Robinson Stévenin, Fanny Valette, Patrick Descamps et Nicolas Giraud.
Au printemps 2011, il tourne à Tours La Disparition, un long métrage inspiré de l'affaire Suzanne Viguier, qui défraya la chronique et aboutit au double acquittement (aux assises, puis en appel) de ce professeur de droit toulousain accusé d'avoir fait disparaître son épouse infidèle, dont le corps n'a pourtant jamais été retrouvé. Jean-Xavier de Lestrade s'y intéresse davantage à la personnalité des individus, leurs parcours, leurs émotions, leur passé, plutôt qu'aux faits juridiques et aux raisonnements cartésiens.
Le 1er juin 2011, il est élu président de la Société civile des auteurs multimédia (SCAM) pour un mandat de deux ans.
En 2014, il réalise pour Arte, une série sur l'adolescence 3 x Manon – suivi de Manon 20 ans en 2017 –, inspirée de l'expérience d'enseignante d'Isabelle Pandazopoulos qui a été particulièrement remarquée par la presse nationale et internationale (le New York Times l'inclut de manière notable en décembre 2019 à la 26e position dans sa liste des trente meilleures séries étrangères des années 2010,).
En 2019, il réalise pour Arte la mini-série Jeux d’influence (6 épisodes) , consacrée au lobbying de l'agro-chimie et à la dénonciation d'un pesticide cancérigène (le "Limithrol", en fait le Glyphosate).
En 2019, il adapte en six épisodes le livre Laëtitia ou la Fin des hommes d'Ivan Jablonka.
En 2022, diffusion de la deuxième saison de Jeux d'influence. Comme dans la première, Xavier de Lestrade regarde l'actualité de front, avec des personnages et des institutions dont la ressemblance avec la réalité est "transparente": par exemple, la démarche du ministre écologiste Guillaume Delpierre, à contre courant, avec le portefeuille de ministre de l'environnement, de la politique de son gouvernement  fait irrésistiblement penser à celle de Nicolas Hulot, ce qui devient flagrant dans le dernier épisode; le SINEA, syndicat agricole majoritaire, productiviste et inconditionnel des pesticides au mépris de leur nocivité, colle en tous points à celui qui tient réellement cette place en France, la FNSEA.
En 2023, il réalise les épisodes de la mini-série Sambre, diffusée sur France 2.

## Filmographie
Sauf indication contraire, les informations mentionnées dans cette section peuvent être confirmées par les bases de données cinématographiques IMDb et Allociné,  présentes dans la section « Liens externes ».

### Réalisateur

#### Télévision
- 1993 : Viols et Châtiments
- 1995 : La Cavale des innocents (téléfilm)
- 1996 : L'Inceste face à la justice (téléfilm)
- 1998 : La Vie jusqu'au bout (téléfilm)
- 1998 : Des enfants plein d'espoir (téléfilm)
- 1998 : Une Australie blanche et pure (téléfilm)
- 1999 : D'un amour à l'autre (téléfilm)
- 2001 : La Justice des hommes (téléfilm)
- 2004-2018 : Soupçons (mini-série documentaire de 13 épisodes), sur l’affaire Michael Peterson
- 2009 : Hors Série (programme télévisé) : Parcours meurtrier d'une mère ordinaire : l’affaire Courjault (téléfilm)
- 2012 : La Disparition (téléfilm)
- 2013 : Soupçons : La Dernière Chance (The Staircase II : The Last Chance) (téléfilm)
- 2014 : 3 x Manon (mini-série en 3 épisodes)
- 2014 : Infrarouge (programme télévisé) : Un coupable idéal, dix ans plus tard (documentaire 26 minutes)
- 2015 : Malaterra (mini-série en 4 épisodes)
- 2017 : Manon 20 ans (mini-série en 3 épisodes)
- 2018 : Jeux d’influence (mini-série en 6 épisodes)
- 2019-2020 : Laëtitia (mini-série en 6 épisodes)
- 2022 : Jeux d'influence, saison 2 (mini-série en 6 épisodes)
- 2023 : Sambre (mini-série en 6 épisodes)
- Prévu en 2025 : Des vivants  (mini-série)

#### Cinéma
- 2001 : Un coupable idéal
- 2008 : Sur ta joue ennemie

## Distinctions
Sauf indication contraire, les informations mentionnées dans cette section peuvent être confirmées par les bases de données cinématographiques IMDb et Allociné,  présentes dans la section « Liens externes ».

### Récompenses
- FIPA 1999 : FIPA d'or 1999 pour Une Australie blanche et pure
- Oscars 2002 : meilleur film documentaire pour Un coupable idéal (Murder On A Sunday Morning)
- Prix Italia 2002 : Un coupable idéal
- Prix Albert-Londres 2002 : La Justice des hommes
- Christopher Awards 2003 : Christopher Award pour Un coupable idéal
- FIPA 2012 : FIPA d'or du meilleur scénario pour La Disparition
- Festival Polar de Cognac 2013 : POLAR du meilleur film unitaire francophone de télévision pour La Disparition
- FIPA 2014 : FIPA d'or du meilleur film de fiction pour 3 x Manon
- Festival des créations télévisuelles de Luchon 2017 : prix du meilleur film, du meilleur scénario, de la meilleure interprétation féminine, de la meilleure musique pour Manon 20 ans
- Festival de la fiction TV de La Rochelle 2018 : prix de la meilleure mini série pour Jeux d'influence
- Prix média ENFANCE majuscule 2021 Catégorie Fiction pour Laëtitia[19]

### Décoration
- Chevalier de l'ordre des Arts et des Lettres en 2015